# Đại hội Thể thao Đông Nam Á 2011
Đại hội thể thao Đông Nam Á lần thứ 26 được tổ chức chính thức ở thành phố Palembang và thủ đô Jakarta, Indonesia vào năm 2011. Đây là lần thứ tư Indonesia đăng cai đại hội. Ba lần trước thủ đô Jakarta là nơi đăng cai vào các năm 1979, 1987 và 1997.
Đại hội Thể thao Đông Nam Á 2011, (tiếng Indonesia: Pesta Olahraga Asia Tenggara 2011), tên gọi chính thức là Đại hội Thể thao Đông Nam Á lần thứ 26, hay SEA Games 26, thường được biết đến với tên gọi Jakarta-Palembang 2011, là sự kiện thể thao đa môn của khu vực Đông Nam Á được tổ chức từ ngày 11 đến 22 tháng 11 năm 2011 tại hai thành phố Jakarta và Palembang, Indonesia. Đây là lần thứ tư Indonesia đăng cai SEA Games và là lần đầu tiên kể từ năm 1997. Trước đó, Indonesia từng đăng cai vào các năm 11979 và 1987, cả ba lần đều diễn ra tại thủ đô Jakarta. Lần này, Palembang trở thành thành phố không phải thủ đô thứ ba đăng cai SEA Games, sau Chiang Mai (1995) và Nakhon Ratchasima (2007), đều thuộc Thái Lan. Khoảng 5.965 vận động viên đến từ 11 quốc gia tham dự, thi đấu ở 545 nội dung thuộc 44 môn thể thao — con số cao nhất trong lịch sử SEA Games tính đến thời điểm đó.
Mặc dù Đại hội chính thức diễn ra từ ngày 11 đến 22 tháng 11 năm 2011, một số môn thi đã bắt đầu từ ngày 3 tháng 11. Lễ khai mạc được tổ chức tại Sân vận động Gelora Sriwijaya ở Palembang, với sự chủ trì của Tổng thống Indonesia khi đó là ông Susilo Bambang Yudhoyono.
Bảng tổng sắp huy chương chung cuộc chứng kiến chủ nhà Indonesia dẫn đầu, tiếp theo là Thái Lan và Việt Nam. Đặc biệt, Timor-Leste giành được huy chương vàng đầu tiên trong lịch sử tham dự SEA Games. Nhiều kỷ lục đại hội và quốc gia đã bị phá vỡ. Mặc dù xảy ra một số tranh cãi, SEA Games 26 nhìn chung được đánh giá là thành công, nổi bật với chiến dịch tuyên truyền bảo tồn loài rồng Komodo qua linh vật đại hội, cùng với sự gia tăng về chất lượng thi đấu của các quốc gia trong khu vực.

## Bầu chọn chủ nhà
Thành phố Palembang, thủ phủ của tỉnh Nam Sumatra sẽ là chủ nhà chính của giải lần này với sự hỗ trợ của thủ đô Jakarta. Là chủ nhà chính nhưng Palembang chỉ đăng cai 21 trên 44 môn thi đấu của giải, số còn lại được tổ chức ở Jakarta.
Surakarta là chủ nhà của ASEAN ParaGames lần thứ 6.
Ban đầu, chính phủ đã chỉ định bốn tỉnh là ứng cử viên đăng cai SEA Games 2011, đó là Jakarta, Tây Java , Trung Java và Nam Sumatra. Tuy nhiên, ý tưởng này đã bị loại bỏ và quyền đăng cai chỉ được cấp cho hai tỉnh là Jakarta và Nam Sumatra. Tổng thống Susilo Bambang Yudhoyono đã gợi ý rằng điều này có thể đơn giản hóa việc lưu trữ và tổ chức trong khi giảm chi phí. 

## Phát triển và chuẩn bị
INASOC, là cơ quan tổ chức các trò chơi. Chủ tịch của INASOC là Rita Subowo , đồng thời là Chủ tịch Ủy ban Olympic Indonesia , cùng với Rahmat Gobel , một doanh nhân Indonesia và Chủ tịch Panasonic Gobel Indonesia trở thành tổng giám đốc. Ngân sách của Chính phủ Indonesia năm 2010 đã cấp tổng cộng 350 tỷ rupiahs (≈US $ 38,7 triệu) cho các trò chơi, trong khi ngân sách của năm 2011 là 2,1 nghìn tỷ rupiahs (≈US $ 230 triệu). Theo Bộ trưởng Thanh niên và Thể thao Indonesia Andi Mallarangeng, chính phủ Indonesia đã bổ sung 1 nghìn tỷ rupia (± 110 triệu USD) từ ngân sách chính phủ cho các trò chơi, bao gồm 600 tỷ từ ngân sách cho ngành giáo dục và quỹ từ tài trợ. Chính phủ Nam Sumatra tuyên bố cam kết kết hợp chính sách sinh thái với các môn thi đấu. Tất cả các địa điểm diễn ra trận đấu đều là khu vực cấm hút thuốc. Palembang với tư cách là thành phố đầu tiên bên ngoài Jakarta đăng cai SEA Games đã phải đối mặt với một số vấn đề về môi trường do quá trình phát triển cho các môn thi đấu. 

### Địa điểm thi đấu
Tại Palembang
| Địa điểm                                                       | Môn thi đấu                                                 |
| -------------------------------------------------------------- | ----------------------------------------------------------- |
| Thành phố thể thao Jakabaring                                  |                                                             |
| SVĐ Gelora Sriwijaya Stadium                                   | Khai mạc, Bế mạc                                            |
| Hội trường Dempo                                               | Thể dụng nhịp điệu                                          |
| Khu liên hợp thể thao Dempo                                    | Cử tạ                                                       |
| Nhà thi đấu Gedung Serbaguna                                   | Đấu vật                                                     |
| Sân điền kinh Jakabaring Athletic Stadium                      | Điền kinh                                                   |
| Jakabaring Aquatic Stadium                                     | Thể thao dưới nước (Bơi lội, bơi nghệ thuật, nhảy cầu, lặn) |
| Sân bóng chày Jakabaring                                       | Bóng chày                                                   |
| Jakabaring Pétanque Arena                                      | Petanque                                                    |
| Sân trượt băng Jakabaring                                      | Trượt ván                                                   |
| Sân bóng mềm Jakabaring                                        | Bóng mềm                                                    |
| Trường bắn súng Jakabaring                                     | Bắn súng                                                    |
| Sân quần vợt Bukit Asam                                        | Quần vợt, quần vợt mềm                                      |
| Sân bóng chuyền bãi biển Jakabaring                            | Beach volleyball                                            |
| Khu thể thao mạo hiểm Jakabaring                               | Lướt sóng, leo núi                                          |
| Nhà thi đấu bi-a Jakabaring                                    | Bi-a                                                        |
| Hội trường thể dục Ranau                                       | Thể dục dụng cụ (nghệ thuật và rhythmic)                    |
| SPC Jakabaring                                                 | Sepak takraw                                                |
| Others in Palembang                                            |                                                             |
| Jayakarta Hotel                                                | Cờ vua                                                      |
| Lumban Tirta Arena                                             | Aquatics (water polo)                                       |
| Swarna Dwipa Hotel                                             | Bridge                                                      |
| University of Sriwijaya (Fieldhouse and Sriwijaya Sports Hall) | Boxing, bóng chuyền (indoor)                                |

Tại Jakarta
| Venues                                  | Sports                         |
| --------------------------------------- | ------------------------------ |
| Gelora Bung Karno Sports Complex        |                                |
| Gelora Bung Karno Stadium               | Bóng đá                        |
| Istora Gelora Bung Karno                | Cầu lông                       |
| Gelora Bung Karno ABC Football Field    | Bánw cung                      |
| Gelora Bung Karno Tennis Indoor Stadium | Karate, wushu                  |
| Others in Jakarta                       |                                |
| Ancol Dreamland                         | Cycling (BMX), Sailing         |
| Sân vận động Lebak Bulus                | Bóng đá                        |
| Kelapa Gading Judo Center               | Judo                           |
| Kelapa Gading Sports Mall               | Bóng rổ                        |
| Padepokan Pencak Silat                  | Pencak silat                   |
| POPKI Sports Hall                       | Futsal, Taekwondo              |
| Putri Island                            | Aquatics (Open-water swimming) |
| Soemantri Brodjonegoro Stadium          | Bóng bàn                       |
| Bowling Jaya Ancol                      | Bowling                        |
| Gelanggang Remaja Tanjung Priok         | Vovinam                        |
| Rawamangun Velodrome                    | Cycling (track)                |
| Ciracas Sport Hall                      | Kenpo                          |

Tại Tây Java (Bao gồm Đại Jakarta)
| Địa điểm                           | Môn                                                |
| ---------------------------------- | -------------------------------------------------- |
| Arthayasa Stables and Country Club | Cưỡi ngựa                                          |
| Gunung Mas                         | Paragliding                                        |
| Gunung Pancar                      | Xe đạp (MTB)                                       |
| Jagorawi Country Club              | Golf, Lawn bowls                                   |
| Lake Cipule                        | Canoeing/kayaking, rowing, đua thuyền truyền thống |
| Subang Road                        | Cycling (road race)                                |
| University of Indonesia            | Đấu kiếm                                           |

Làng vận động viên

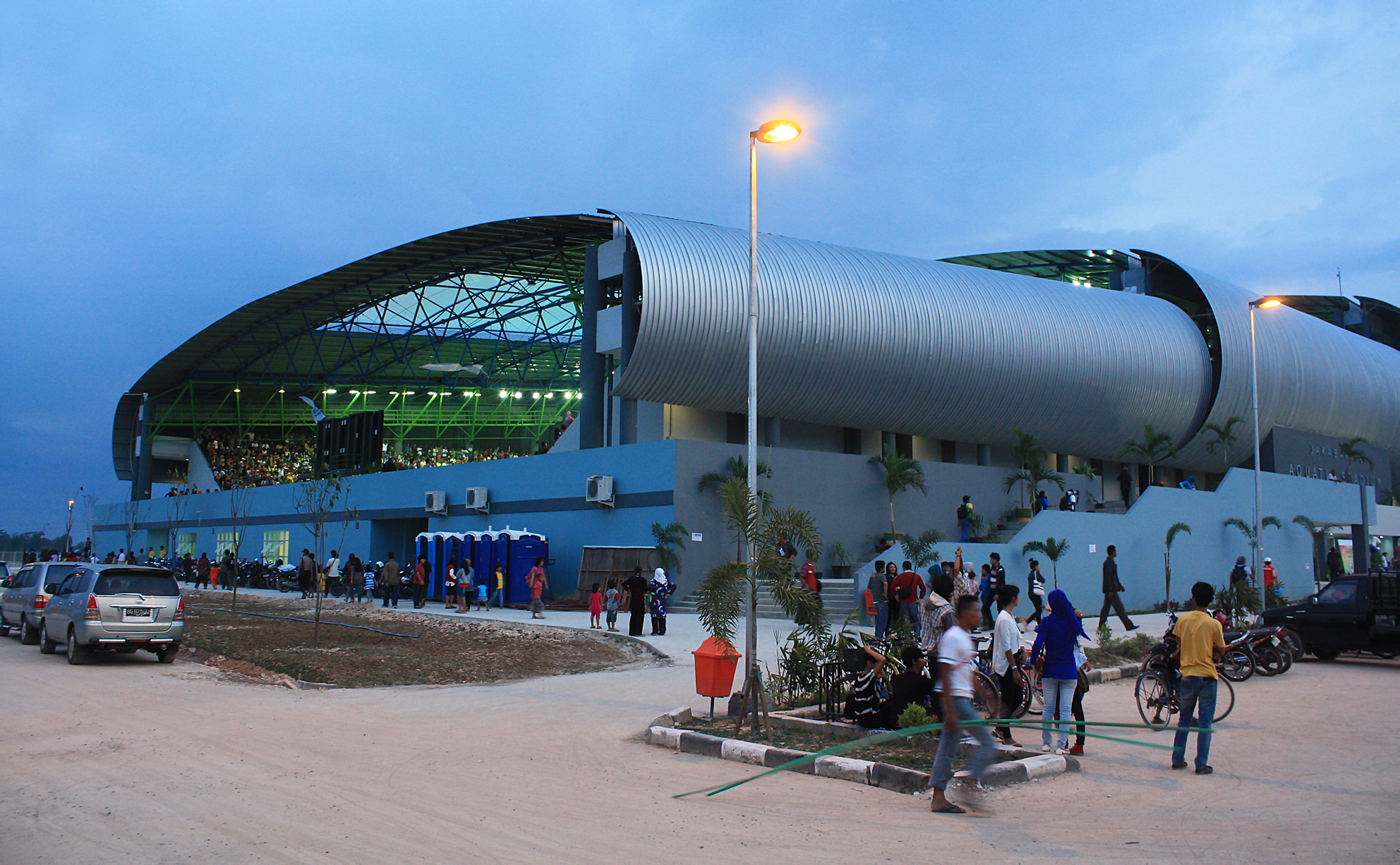
Trung tâm Jakabaring, địa điểm thi đấu của các môn thể thao dưới nước

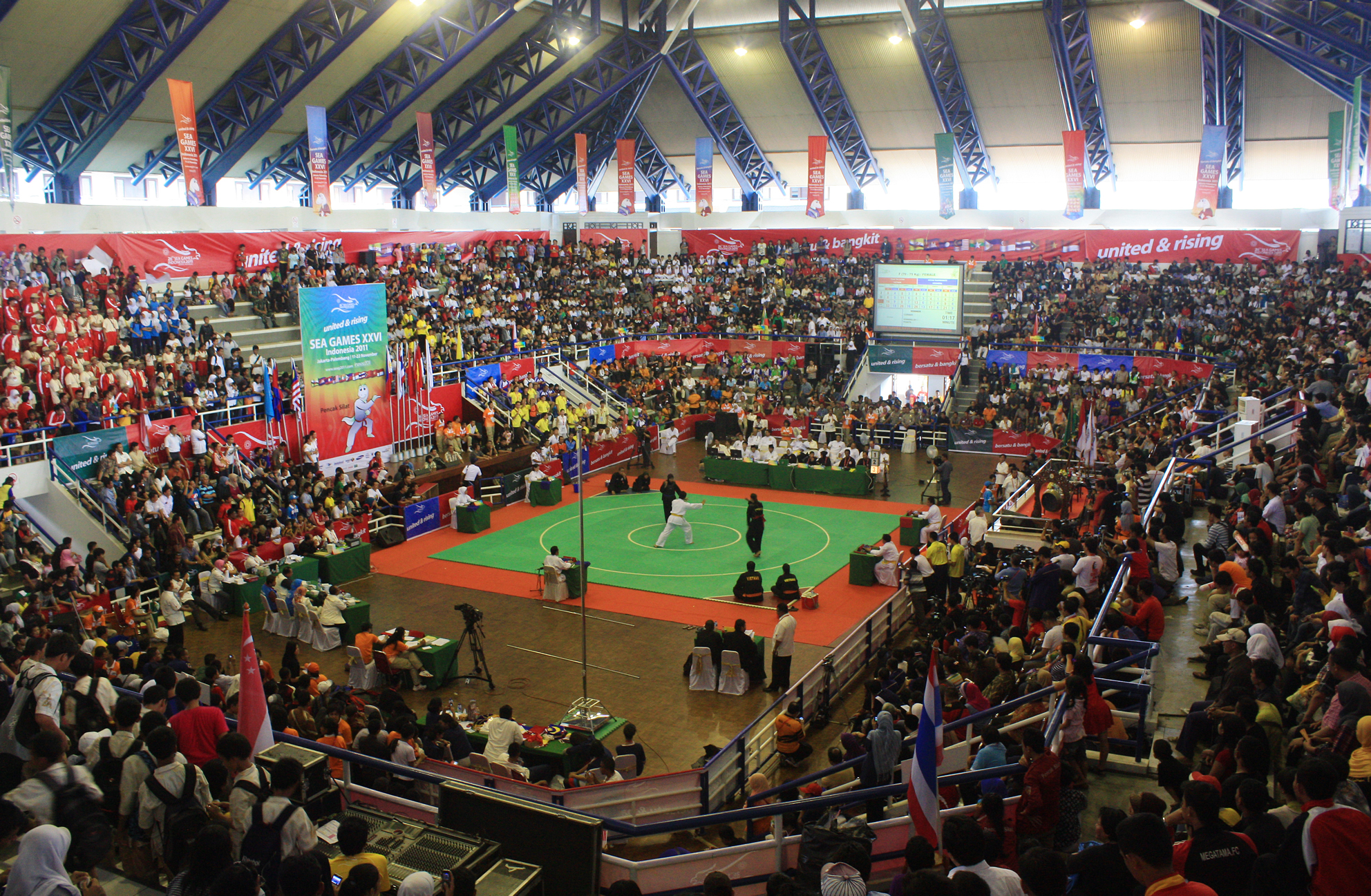
The arena of Padepokan Pencak Silat Indonesia is the venue for Indonesian traditional martial art, pencak silat

Jakabaring , Palembang có diện tích hơn 45.000 mét vuông là làng vận động viên trong các trận đấu. Nó nằm ở phía trước của Sân vận động Jakabaring (Gelora Sriwijaya). 

## Tiếp thị

### Logo
Logo chính thức của Đại hội Thể thao Đông Nam Á 2011 là hình tượng Garuda , cũng là biểu tượng quốc gia của Indonesia. Logo mô tả triết lý "Garuda bay trên thiên nhiên Indonesia".  Ngoại hình của Garuda đại diện cho sức mạnh, trong khi đôi cánh của nó tượng trưng cho sự vinh quang.

### Linh vật
Các linh vật chính thức của Đại hội thể thao Đông Nam Á 2011 là một cặp rồng Komodo tên là Modo và Modi. Modo mặc trang phục truyền thống màu xanh lam của Indonesia và quấn một chiếc khăn batik, trong khi Modi mặc bộ kebaya màu đỏ với thắt lưng batik và quần.

### Nhà tài trợ
- Garuda Indonesia[7][8]
- Panasonic[7][8]
- Indofood[7][8]
- Unilever[7][8]
  - Clear
  - Rexona
  - Vaseline Men
- Indosat[8]
- Samsung[7][8]
- MNC Media[8]
- Bank Mandiri[8]
- Artha Graha Peduli[8]

Khác
- Plaza Senayan[8]
- Oso Drinking Water
- Coca-Cola
- Milo
- Recapital
- Sultan Hotel
- Daihatsu
- Mitsubishi
- 21 Cineplex
- AXA Mandiri

## Đại hội

### Lễ khai mạc

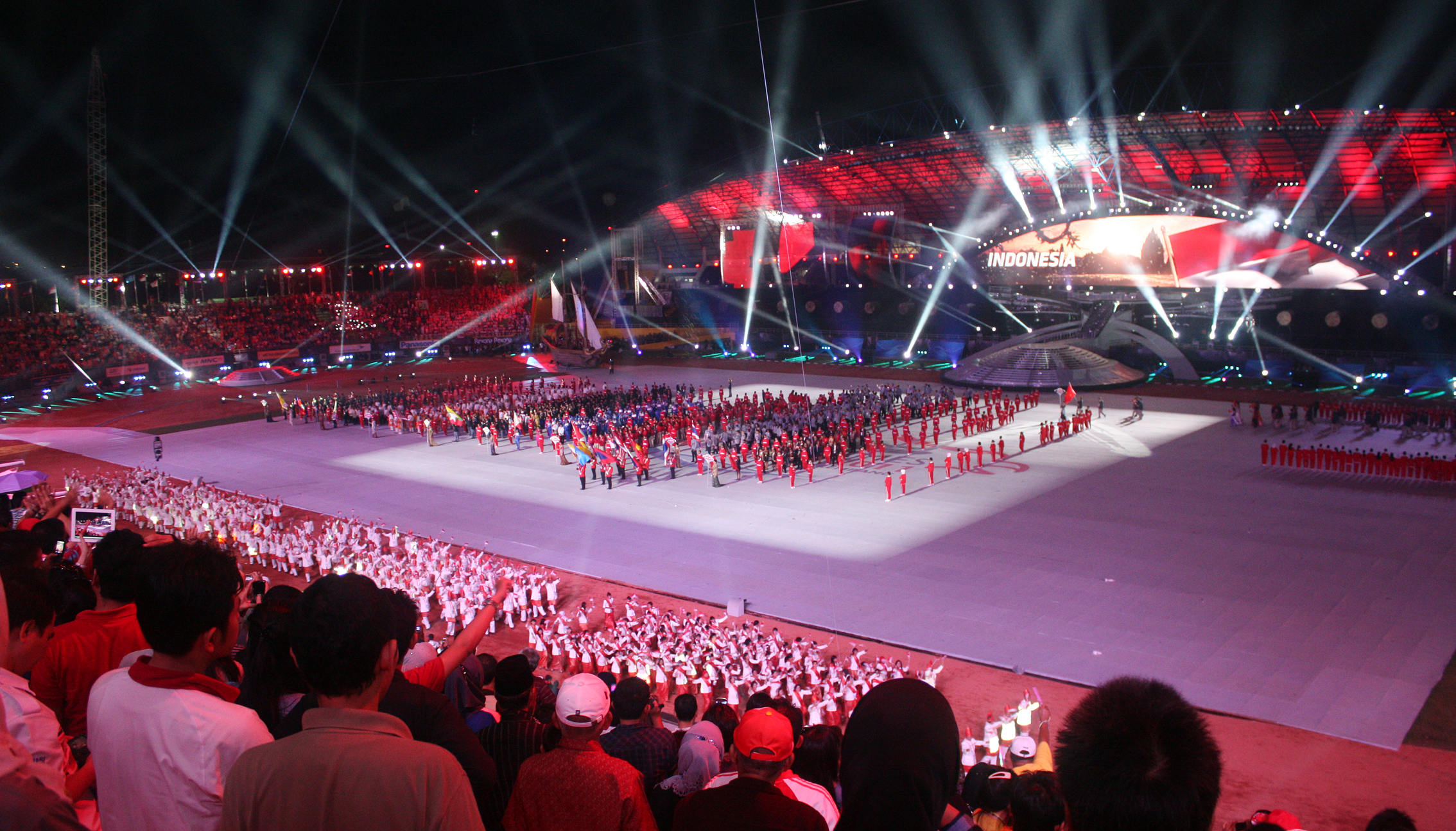
Các vận động viên nước chủ nhà Indonesia diễu hành trong lễ khai mạc SEA Games 26, thứ Sáu, ngày 11 tháng 11 năm 2011. Sân vận động Gelora Sriwijaya, Palembang, Indonesia.

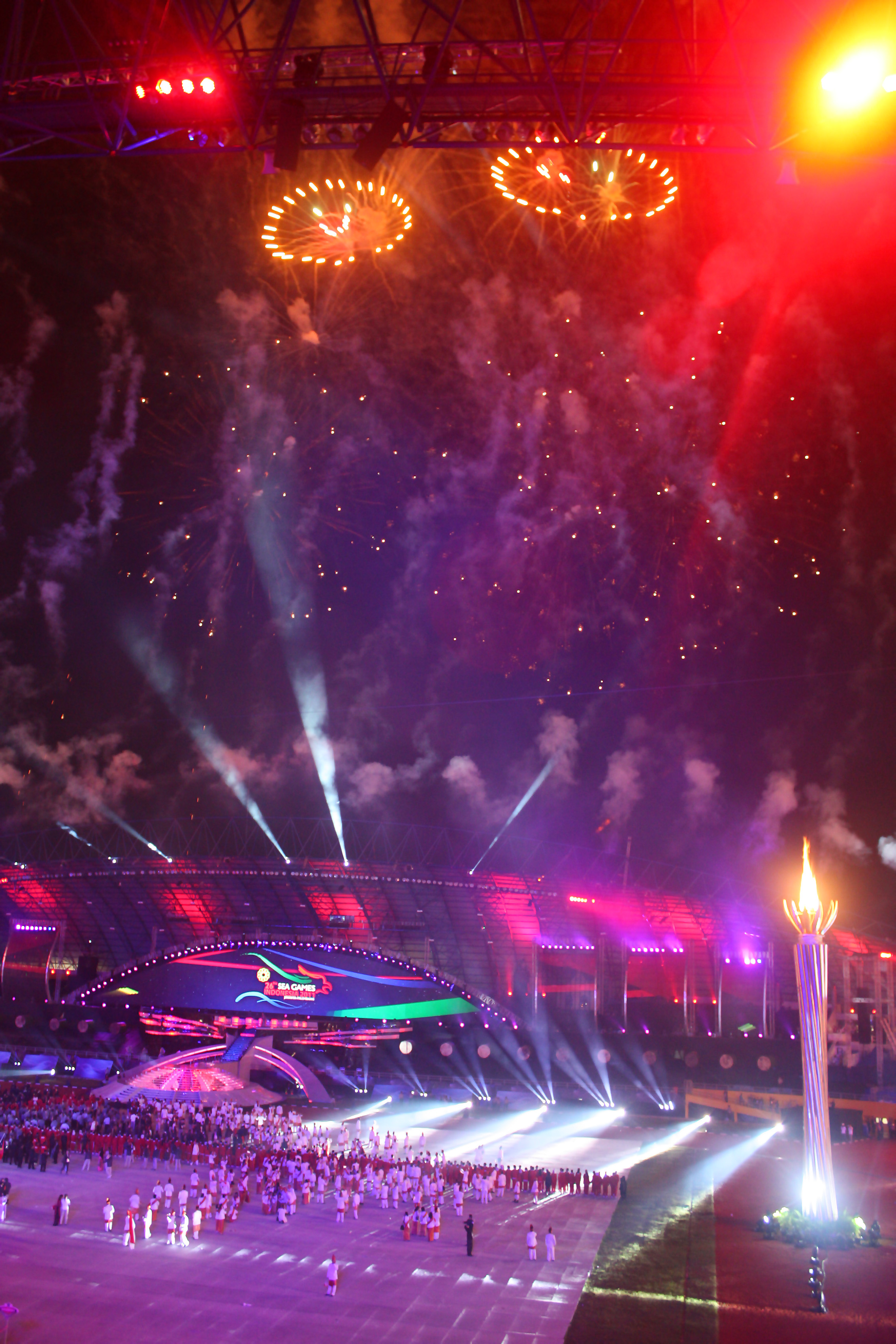
Pháo hoa sau khi thắp đuốc đánh dấu sự bắt đầu của SEA Games 26 năm 2011 tại Palembang, Nam Sumatera, Indonesia, Thứ Sáu, ngày 11 tháng 11 năm 2011.

Vào ngày 10 tháng 11 năm 2011 (một ngày trước lễ khai mạc), lễ đốt đuốc Sea Games đã được tổ chức dọc theo sông Musi phía trước pháo đài Kuto Besak. Lễ khai mạc chính thức bắt đầu lúc 7:00 tối ngày 11 tháng 11 năm 2011 tại Sân vận động Gelora Sriwijaya. Ngày được chọn vì các con số duy nhất của ngày 11 tháng 11 năm 2011 (ba con số 11 đều trùng ngày, tháng và năm). Sự kiện chính của lễ khai mạc với các màn biểu diễn ca múa nhạc và diễu hành của các vận động viên của các quốc gia tham gia, được tổ chức tại Sân vận động Gelora Sriwijaya .
Lễ khai mạc SEA Games 26 tại Palembang là kỳ SEA Games đầu tiên sử dụng spidercam, màn hình LED cỡ lớn và công nghệ chiếu khổ lớn do Electric Canvas do Úc cung cấp. Tổng đạo diễn chương trình thuộc về Indra Yudhistira.
- Chương 1 "Cuộc hành trình bắt đầu": Trên nền mặt sân tối, chùm ánh sáng từ màn hình khán đài A sân khấu chiếu xuống mặt sân, những vệt sáng mờ ảo rọi xuống 6 nữ vũ công thuộc các dân tộc từng đảo ở Indonesia vẽ nên những họa tiết thổ cẩm cùng điệu múa dân gian truyền thống. Phân cảnh này sử dụng hiệu ứng 3D Mapping để tạo nên hình ảnh chân thực nhất trên mặt sân cũng chính là sân khấu của buổi  diễn. Đây là phân cảnh đẹp nhất khi những họa tiết thổ cẩm biến thành từng dải đất thuộc các cụm quần đảo lớn nhỏ Indonesia, khởi nguồn cho cuộc hành trình khai phá nền văn minh Nam Đảo.  Tiếp theo là màn múa trống khai hội bởi 20 chiếc trống gendang khổng lồ và 20 nam diễn viên. Sau đó là phân cảnh "Khai phá bờ cõi" mở ra mảnh đất khô cằn trên nền hiệu ứng 3D Mapping, nơi con người bắt đầu canh tác trồng lúa nước. Từ mảnh đất cằn cỗi, dòng nước ngầm là mạnh nguồn phun trào, tạo nên dòng sông đổ ra biển cả. Trên đảo cây cối bắt đầu sinh sôi này nở. Cuộc hành trình dẫn con người tới vùng biển thuộc bán đảo Mã Lai, theo chân Quốc vương Maharaja Dharanindra lập nên Vương quốc Sriwijaya.
- Chương 2: "Vinh quang của Srivijaya":

Biên đạo múa Alex Hassim cho biết tại Palembang, hôm thứ Hai (7/11).Theo ông, điệu nhảy kể về sự vĩ đại của Vương quốc Sriwijaya với tư cách là người cai trị các khu vực hàng hải ở Đông Nam Á trong quá khứ. Ông nói: “Về sau điệu nhảy sẽ mô tả nguồn gốc hình thành nên thành phố Palembang, từ thời kỳ hoàng gia cho đến việc tạo ra những công trình kiến trúc như ngày nay. Alex cho biết thêm, nhóm của ông đã làm một chiếc thuyền buồm thu nhỏ được trang bị ba cánh buồm khổng lồ sẽ được kéo vào sân trong một điệu nhảy với thời lượng 10-12 phút. "Thuyền buồm chính cùng với 11 con tàu nhỏ khác đã ở Sân vận động Jakabaring từ vài ngày trước. Và bây giờ các đồ trang trí và đồ trang trí đang được hoàn thiện cho những người ủng hộ họ," ông giải thích. rằng những điệu múa được trình diễn không thể nói hết được lịch sử của Vương quốc Sriwijaya, vì còn có 4 điệu múa khác cũng sẽ được trình diễn. "Đó là lý do tại sao con tàu được sử dụng để hỗ trợ trưng bày, bởi vì với con tàu, bầu không khí vinh quang của Vương quốc Sriwijaya sẽ được khắc họa. Hơn nữa, con tàu được trưng bày lớn và là một chiếc thuyền buồm", ông nói.
Ông tiết lộ rằng tàu Sriwijaya sẽ vào sân và ngay lập tức được chào đón bởi hàng trăm vũ công được tưởng tượng như người dân. "Nhiều vũ công sẽ tham gia, sau này sẽ có vai trò như vệ sĩ hoàng gia. Ngoài ra, một bản thu nhỏ của sông Musi chia cắt thành phố Palembang cũng sẽ được thực hiện", ông nói.
Ông cho biết thêm, tổng cộng 400 người tham gia khiêu vũ, hầu hết đến từ các sinh viên thành phố Palembang. “Ngoài các sinh viên, còn có các thành viên TNI từ Yon Zikon 12 Palembang, khoảng 200 người sẽ đóng vai trò thực hiện các động tác khó, chẳng hạn như trình diễn  các động tác vũ đạo khó,” anh nói.
Theo ông, ngoài việc tuyển vũ công từ Nam Sumatra, bên ông còn chiêu mộ 40 vũ công đến từ Jakarta. "Công việc huấn luyện đã được tiến hành từ ngày 6 tháng 10. Quả thực, thời gian rất eo hẹp để chuẩn bị cho một màn trình diễn quy mô quốc tế, nhưng không cần phải đổ lỗi cho nhau, điều quan trọng nhất là có thể trình diễn một màn trình diễn thú vị vào ngày khai mạc SEA Games sau đó, "ông nói.
Indra Yudhistira chỉ đạo và điều hành lễ khai mạc với sự hỗ trợ của giám đốc âm nhạc, Erwin Gutawa và các biên đạo múa như Ari Tulang, Deddy Pudja, Hartati, và Alex Hassim, cũng như nghệ sĩ bộ gõ Ade Rudiana. Bài hát chủ đề của Thế vận hội, Together We I'll Shine được hát bởi ba nữ ca sĩ Đông Nam Á, được mệnh danh là diva Đông Nam Á, Agnes Monica của Indonesia, Jaclyn Victor của Malaysia và KC Concepcion của Philippines. Nhiều ca sĩ Indonesia khác cũng được chú ý trong buổi lễ. Không giống như các lễ khai mạc khác của các kỳ đại hội  trước, Palembang trình bày một cuộc diễu hành xe nghệ thuật và sân khấu ngoạn mục dưới ánh sáng của ngọn lửa. Các phương tiện nghệ thuật đại diện cho các quốc gia tham dự và có các biểu tượng và địa danh nổi tiếng của mỗi quốc gia, chẳng hạn như phao Komodo và Borobudur đại diện cho Indonesia, bảo tháp Wat Phra Kaew và đầu người khổng lồ đại diện cho Thái Lan, tháp Petronas và nhà thờ Hồi giáo Putra đại diện cho Malaysia, và đền Angkor Bayon đại diện cho Campuchia . Những chiếc phao quốc gia dẫn đầu trước các vận động viên diễu hành của mỗi quốc gia được tôn trọng. Các vận động viên diễu hành đã được hòa mình vào âm nhạc truyền thống của Indonesia từ các khu vực quần đảo khác nhau.
Ngọn đuốc từ Mrapen tiến vào sân vận động như một sự tiếp nối của hành trình rước đuốc Palembang từ bên ngoài. Ngọn đuốc Đại hội thể thao Đông Nam Á được 4 vận động viên rước quanh sân vận động, và cuối cùng đã được chuyển cho Susi Susanti, huy chương vàng Thế vận hội Mùa hè 1992 môn Cầu lông. Vào thời khắc cuối cùng, một ánh đèn sân khấu đã hé lộ nơi cuối cùng để thắp sáng ngọn lửa Đại hội thể thao Đông Nam Á, đã xuất hiện trong lễ rước đuốc. Một ngọn đuốc khổng lồ nằm trên đỉnh sân vận động được thắp sáng bởi một Constructor lớn tương xứng. Bài hát chủ đề chính thức thứ hai của Đại hội thể thao Đông Nam Á 2011 "Kita Bisa", do Addie MS sáng tác, với lời của Jozef Cleber, đã được trình diễn trong lễ khai mạc bởi Dudi Oris, Pradikta Wicaksono, Ello, Judika Nalon Abadi Sihotang, Terryana Fatiah, Astrid Sartiasari và Lala Karmela, cùng với Dàn nhạc Giao hưởng Victoria.

### Lễ bế mạc
Lễ bế mạc được tổ chức vào ngày 22 tháng 11 năm 2011 tại Sân vận động Gelora Sriwijaya. Trong lễ bế mạc, Indonesia, nước chủ nhà và nhà vô địch chung cuộc của các môn thi đấu, đã trao lá cờ của Liên đoàn SEA Games cho Myanmar, nước chủ nhà của các trận đấu tiếp theo. Lala Karmela biểu diễn bài hát "Kita Bisa" của Đại hội thể thao Đông Nam Á ngay sau khi ngọn đuốc được dập tắt.

### Các môn thể thao
Đại hội lần thứ 26 tổ chức nhiều nội dung thi đấu thuộc 44 môn thể thao
- Bắn cung (10)

- Điền kinh (46)

- Thể thao dưới nước (57)

- -  Nhảy cầu (8)

- -  Bơi lội (38)

- -  Bơi nghệ thuật (5)

- -  Bơi lội nước mở (4)

- -  Bóng nước (2)

- Cầu lông (7)

- Bóng chày (1)

- Bóng rổ (2)

- Bi-a và snooker (10)

- ¹
- Bowling (10)

- ¹
- Quyền Anh (14)

- Đánh bài (9)

- ³
- Canoeing (15)

- Cờ vua (9)

- ¹
- Leo núi thể thao (10)

- ʰ
- Xe đạp (18)

- -  Xe đạp BMX

- -  Xe đạp địa hình

- -  Xe đạp đường trường

- -  Xe đạp lòng chảo

- Đua ngựa (6)

- Đấu kiếm (12)

- Finswimming (16)

- ²
- Bóng đá (3)

- -  Bóng đá (1)

- -  Futsal (2)

- Golf (4)

- Thể dục dụng cụ (17)

- - Nghệ thật
  - Nhịp điệu
  - Aerobic
- Judo (16)

- Karate (17)

- ¹
- Shorinji Kempo (16)

- ʰ
- Dù lượn (12)

- ³
- Pencak silat (18)

- ²
- Bi sắt (6)

- ²
- Trượt patin (12)

- ʰ
- Chèo thuyền (12)

- Thuyền buồm (9)

- Cầu mây (6)

- ²
- Bắn súng (14)

- Bóng mềm (2)

- Quần vợt mềm (7)

- Bóng bàn (5)

- Taekwondo (21)

- Quần vợt (7)

- Đua thuyền truyền thống (10)

- ¹
- Bóng chuyền (4)

- - Bãi biển
  - Trong nhà
- Vovinam (14)

- ²
- Lướt ván nước (11)

- ʰ
- Cử tạ (14)

- Vật (17)

- Wushu (20)

- ¹

Môn thể thao trình diễn:
- Cricket
- Tarung Derajat – môn võ truyền thống của Indonesia[9]

¹ - không phải môn thi đấu của Olympic

² - môn thể thao chỉ có tại Đại hội thể thao Đông Nam Á

³ - không phải môn thi đấu của Olympic hay SEA Games mà là môn được chủ nhà giới thiệu.

° - từng là môn thi đấu của Olympic, không được đưa vào chương trình thi đấu của Olympic hiện nay nhưng được chủ nhà giới thiệu.

ʰ - môn thể thao không có ở kỳ đại hội trước nhưng được giới thiệu (lại) bởi chủ nhà.

## Bảng tổng sắp huy chương

### Bảng tổng sắp huy chương chính thức
Tổng cộng 1,807 huy chương, bao gồm 554 huy chương vàng, 549 huy chương bạc và 704 huy chương đồng đã được trao cho các vận động viên . Màn trình diễn của chủ nhà Indonesia là tốt nhất từ trước đến nay của họ trong lịch sử Đại hội thể thao Đông Nam Á khi trở thành nước giành nhiều huy chương vàng nhất. Timor Leste giành được huy chương vàng đầu tiên tại Đại hội thể thao Đông Nam Á trong môn thể thao Shorinji Kempo, trong khi Brunei là quốc gia duy nhất trong kì Đại hội này không giành được huy chương vàng nào.
| Hạng                | Đoàn                | Vàng | Bạc | Đồng | Tổng số |
| ------------------- | ------------------- | ---- | --- | ---- | ------- |
| 1                   | Indonesia (INA)     | 182  | 151 | 143  | 476     |
| 2                   | Thái Lan (THA)      | 109  | 101 | 119  | 329     |
| 3                   | Việt Nam (VIE)      | 96   | 92  | 100  | 288     |
| 4                   | Malaysia (MAS)      | 58   | 50  | 81   | 189     |
| 5                   | Singapore (SIN)     | 42   | 45  | 74   | 161     |
| 6                   | Philippines (PHI)   | 37   | 55  | 77   | 169     |
| 7                   | Myanmar (MYA)       | 16   | 27  | 37   | 80      |
| 8                   | Lào (LAO)           | 9    | 12  | 36   | 57      |
| 9                   | Campuchia (CAM)     | 4    | 11  | 24   | 39      |
| 10                  | Đông Timor (TLS)    | 1    | 1   | 6    | 8       |
| 11                  | Brunei (BRU)        | 0    | 4   | 7    | 11      |
| Tổng số (11 đơn vị) | Tổng số (11 đơn vị) | 554  | 549 | 704  | 1807    |

Thay đổi
Vận động viên chạy nước rút người Malaysia, Muhamad Yunus Lasaleh được xét nghiệm dương tính với doping. Với kết quả như vậy đội tiếp sức của Malaysia đã bị tước huy chương vàng.
| Ngày thi đấu | Môn thể thao | Sự kiện                | Quốc gia    | HCV | HCB | HCĐ | Tổng |
| ------------ | ------------ | ---------------------- | ----------- | --- | --- | --- | ---- |
| 2012         | ĐIền kinh    | Tiếp sức 4 × 400 m nam | Malaysia    | −1  |     |     | −1   |
| 2012         | ĐIền kinh    | Tiếp sức 4 × 400 m nam | Philippines | +1  | −1  |     | 0    |
| 2012         | ĐIền kinh    | Tiếp sức 4 × 400 m nam | Thái Lan    |     | +1  | −1  | 0    |
| 2012         | ĐIền kinh    | Tiếp sức 4 × 400 m nam | Singapore   |     |     | +1  | +1   |